# Juliusz Kaden-Bandrowski

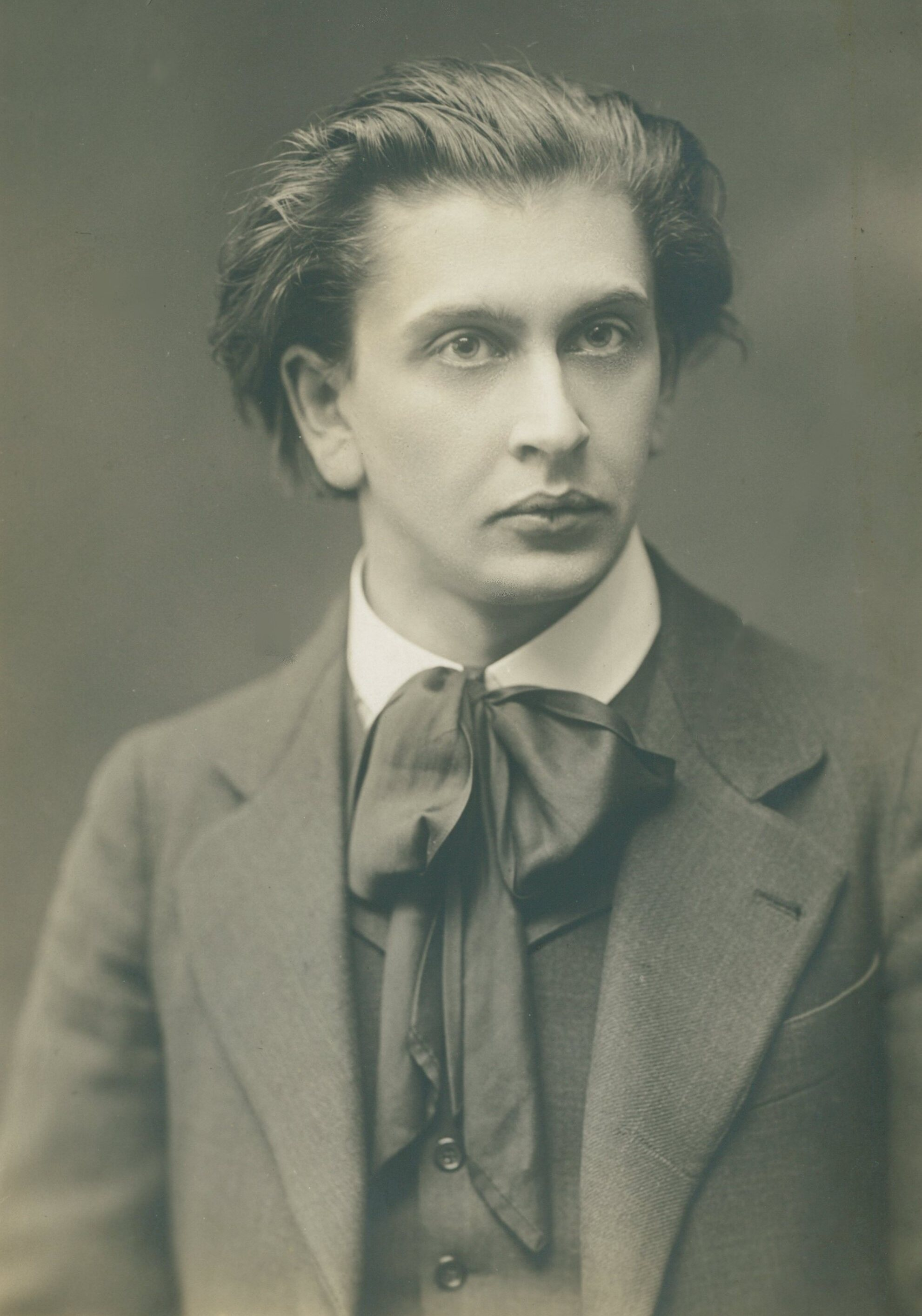
Portret Juliusza Kadena-Bandrowskiego (ok. 1913)

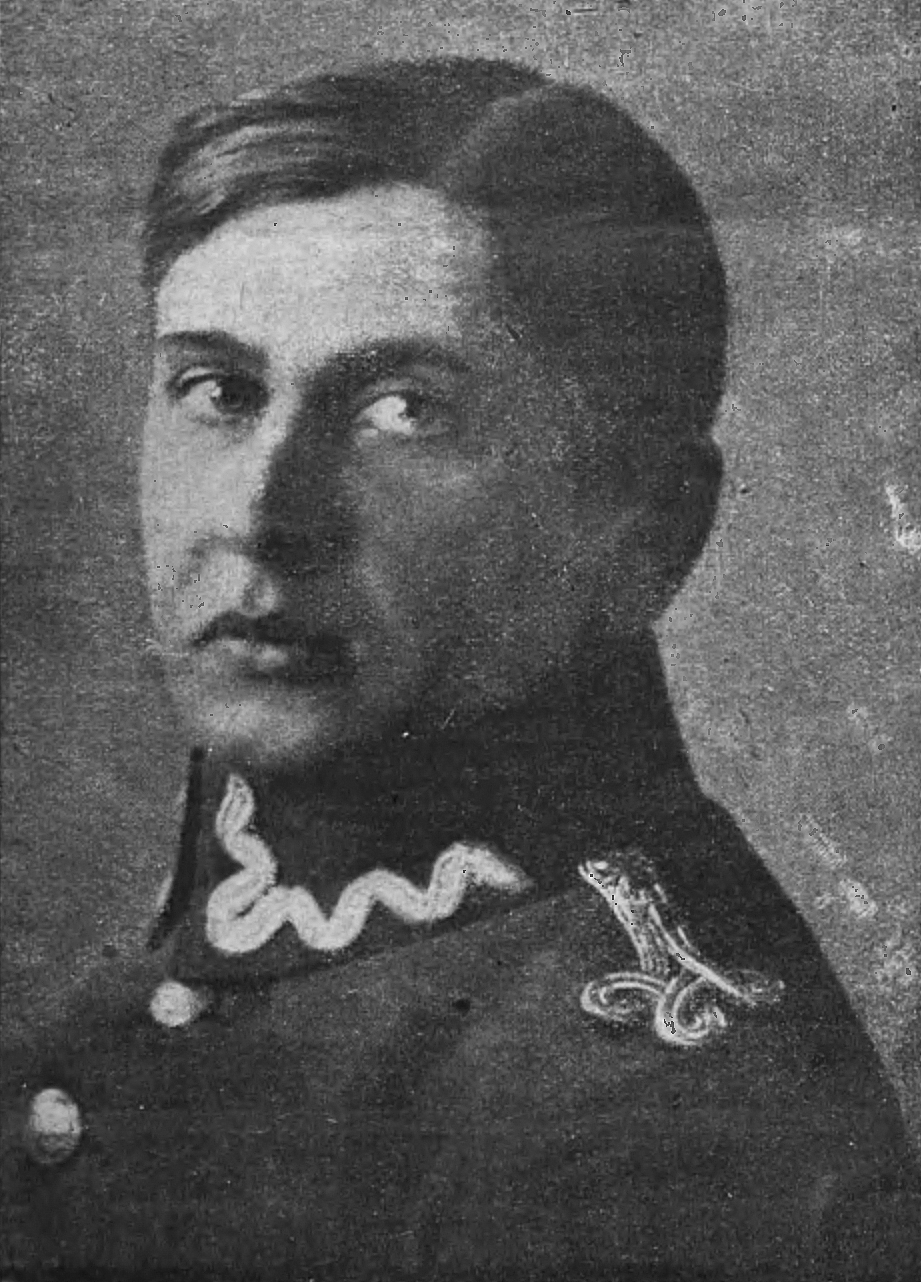
Juliusz Kaden-Bandrowski jako żołnierz (ok. 1919)

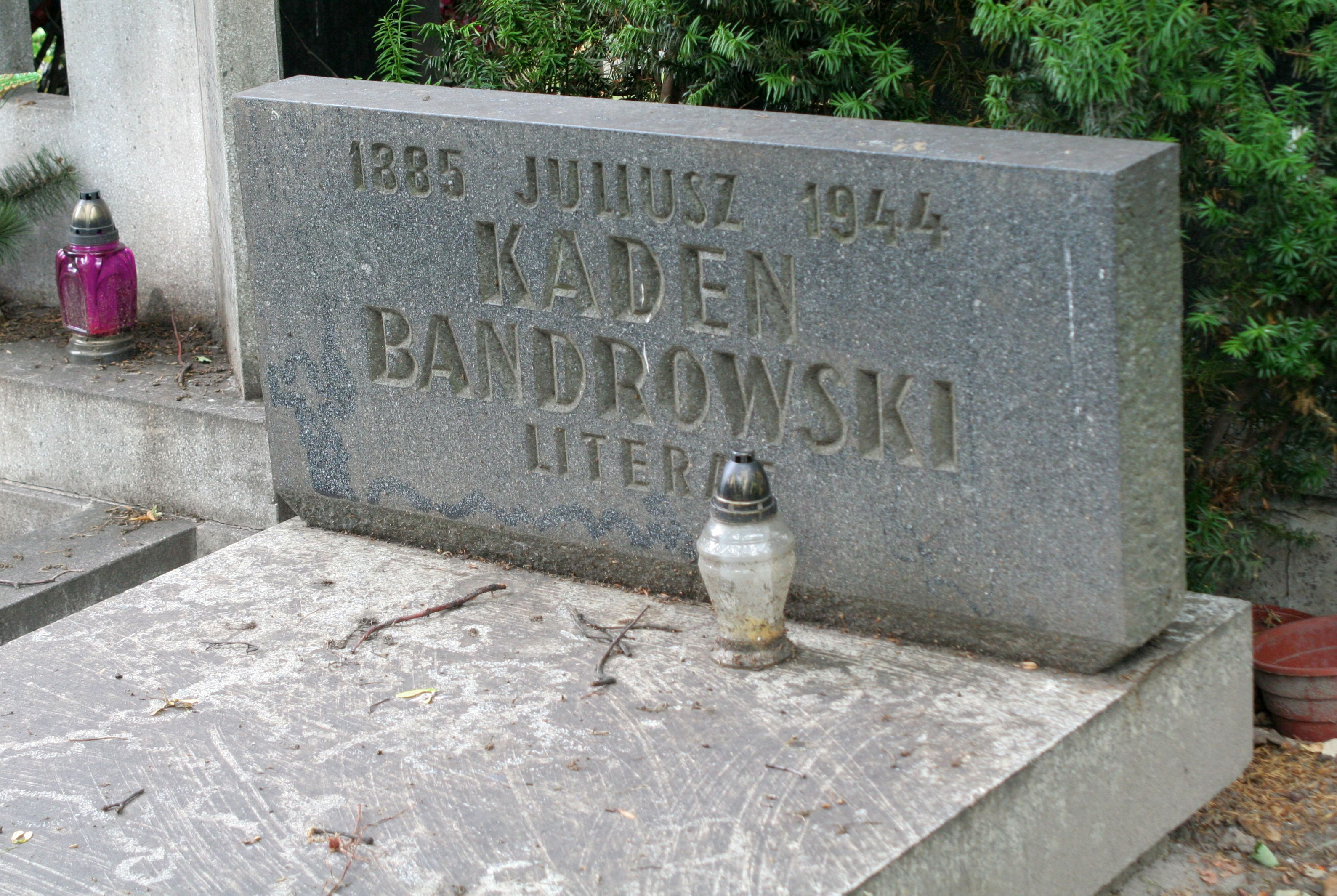
Grób pisarza na cmentarzu ewangelicko-reformowanym w Warszawie

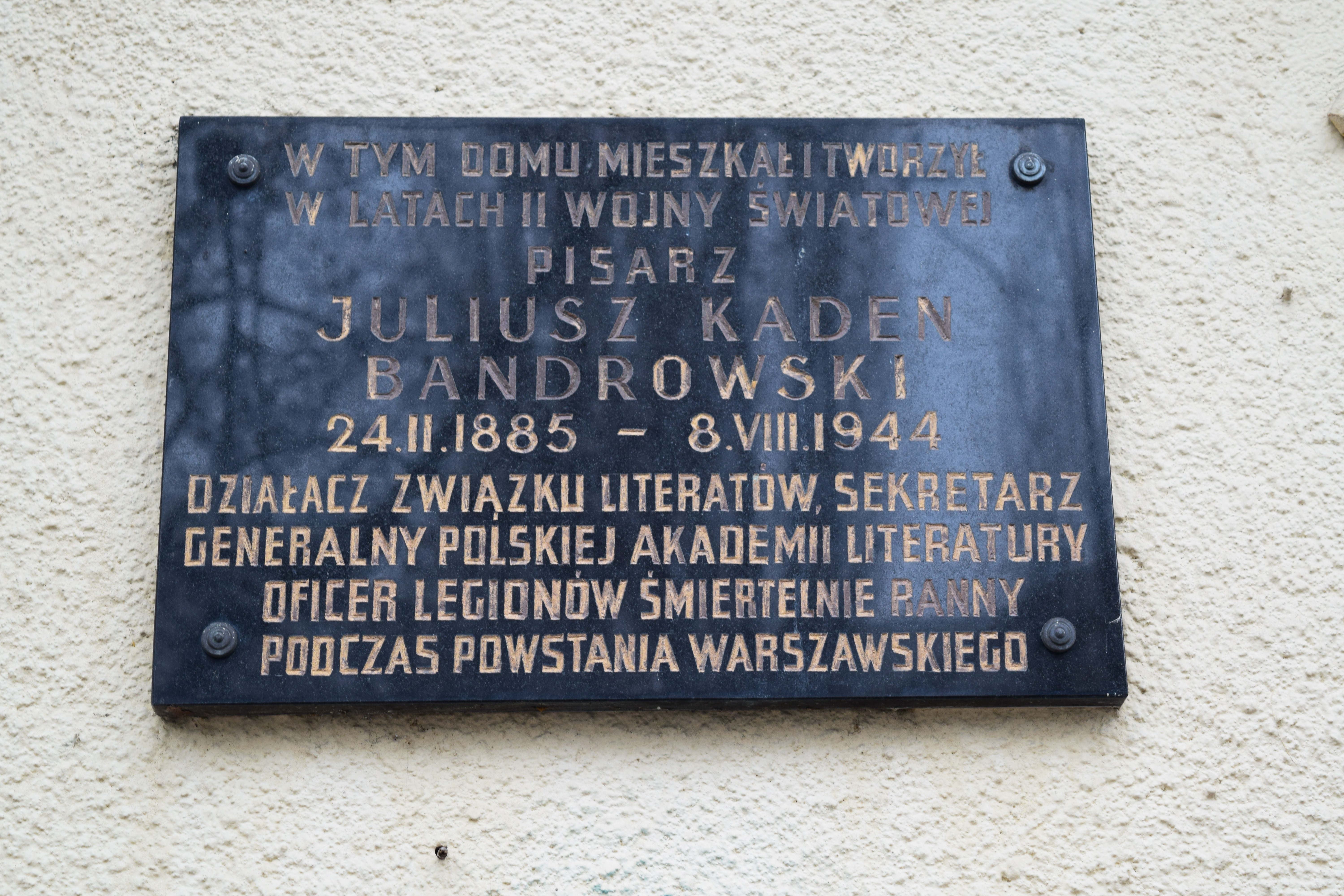
Tablica pamiątkowa na budynku przy ulicy Kaliskiej 13 w Warszawie, w miejscu zamieszkania Juliusza Kaden-Bandrowskiego

Juliusz Kaden-Bandrowski (ur. 24 lutego 1885 w Rzeszowie, zm. 8 sierpnia 1944 w Warszawie) – polski pisarz, prozaik i publicysta, wolnomularz, kapitan piechoty Wojska Polskiego.

## Życiorys
Urodził się w rodzinie Juliusza Mariana i Heleny z Kadenów. Był bratem Jerzego (1883–1940) i Tadeusza (ur. 1895) oraz bratankiem Aleksandra i kuzynem Bronisława. 
Studiował pianistykę w konserwatoriach w Krakowie, Lwowie, Lipsku i Brukseli (od 1907), jednakże zrezygnował z kariery pianisty ze względu na skutki dwukrotnego złamania ręki w dzieciństwie. W 1907 zajął się publicystyką – był korespondentem prasy krajowej, pisując recenzje i szkice publicystyczne. Podczas pobytu w Brukseli rozpoczął studia filozoficzne. Zaangażował się wówczas silnie w działalność społeczno-niepodległościową w polskich stowarzyszeniach młodzieżowych na emigracji (lelewelczycy), związanych z PPS-Frakcją Rewolucyjną. Oprócz działalności publicystycznej i prelekcyjnej, w 1911 zadebiutował literacko powieścią Niezguła (pisaną od 1909), dobrze przyjęta przez krytykę. W tym samym roku ukazał się tom nowel Zawody, a w 1913 druga powieść Proch. Przed wybuchem I wojny światowej powrócił do Krakowa, współpracując głównie z tygodnikiem socjalistycznym Naprzód. Juliusz Kaden-Bandrowski, piłsudczyk z wyboru i przekonania, jako pisarz stawał zawsze po stronie prawa moralnego i taki był w życiu. Kawaler Orderu Leopolda II za popularyzację kultury belgijskiej w młodych swych latach górnych i chmurnych.
W sierpniu 1914 roku, po wybuchu wojny, wstąpił do I Brygady Legionów Polskich Józefa Piłsudskiego, którego został adiutantem. Członek Polskiej Organizacji Narodowej (1914). Następnie pełnił funkcję oficera werbunkowego oraz kronikarza I Brygady. 28 kwietnia 1916 roku został awansowany na chorążego, a 1 stycznia 1917 roku – podporucznika 5 pułku piechoty Legionów Polskich. Od września 1918 roku działał w Polskiej Organizacji Wojskowej w Krakowie.
18 listopada 1918 generał Bolesław Roja mianował go kierownikiem Biura Prasowego w Polskiej Komendzie Wojskowej w Krakowie. Następnie służył jako sztabowy oficer łącznikowy podczas walk o Przemyśl. Relacjonował następnie obronę Lwowa i Kresów Wschodnich w czasie walk polsko-ukraińskich, w okresie do stycznia 1919. W grudniu 1918 został pierwszym redaktorem naczelnym tygodnika „Żołnierz Polski”, po czym od wiosny 1919 zrezygnował, aby relacjonować walki wojny polsko-bolszewickiej – wyprawy na Wilno i Kijów. Kierował wówczas Biurem Prasowym Naczelnego Dowództwa, co spowodowało później głośne oskarżenia o nadużycia finansowe, lecz ostatecznie nieudowodnione. Zweryfikowany w stopniu kapitana ze starszeństwem z dniem 1 czerwca 1919 roku i 274. lokatą w korpusie oficerów piechoty. W latach 1923–1924 był oficerem rezerwy 14 pułku piechoty we Włocławku. W 1934 roku pozostawał w ewidencji Powiatowej Komendy Uzupełnień Warszawa Miasto III z przydziałem do Oficerskiej Kadry Okręgowej Nr I.
Należał do pierwszego składu redakcji pisma „Skamander”. Od stycznia 1921 przez kilka miesięcy przebywał w USA z odczytami agitacyjnymi i informującymi o sytuacji kraju, w środowisku polonijnym. Jego twórczość w latach 20. była obfita: Kaden wydawał wtedy powieści, wspomnienia i zbiory opowiadań. Od 1922 rozpoczął druk w odcinkach powieści politycznej Generał Barcz, uważanej za najważniejszą w karierze Kadena-Bandrowskiego, która spotkała się z żywym i zróżnicowanym przyjęciem i wywołała polemiki. Powieść opowiada o dniach odzyskania przez Polskę niepodległości i oparta jest na faktach – większość postaci i część zdarzeń miała odpowiedniki w rzeczywistości. Od 1925 drukował odcinki kolejnej ważnej powieści, Czarne skrzydła o tematyce społeczno-politycznej, opowiadającej o losie górników Zagłębia Dąbrowskiego, a w 1932 napisał powieść polityczną Mateusz Bigda, analizującą walkę o władzę w powojennej Polsce. Nadal intensywnie działał na polu publicystyki i promowania literatury. Trzecią powieścią cyklu rozpoczętego przez Czarne skrzydła miały być Białe skrzydła, pisane od 1937 i ukończone dopiero w 1942, którego większość maszynopisu zaginęła jednak podczas wojny. 
W latach 1923–1926 przewodniczył Związkowi Zawodowemu Literatów Polskich, ponownie w 1933. W latach 1933–1939 był sekretarzem generalnym Polskiej Akademii Literatury. W 1928 otrzymał Państwową Nagrodę Literacką. Był też radnym Warszawy.
Podczas obrony stolicy 8 września 1939 roku objął dział propagandy prasowej w Komisariacie Cywilnym przy dowództwie obrony. W trakcie okupacji niemieckiej, mimo propozycji opuszczenia miasta, pozostał w Warszawie (do której przeprowadził się podczas dwudziestolecia międzywojennego). Wtedy też uczestniczył w tajnym nauczaniu literatury i udzielał lekcji muzyki. Aresztowany przez Gestapo i przesłuchiwany. Ostatnim jego utworem napisanym podczas okupacji jest Jedwabny węzeł, którego odnalezione fragmenty ogłosiła Irena Szypowska w „Twórczości” (nr 11, 1959); była to końcowa część cyklu powieści politycznych.
Zmarł 8 sierpnia 1944, w czasie powstania warszawskiego, według mieszkańców budynku Sękocińska 3, w którym Kaden-Bandrowski mieszkał w tym czasie, podczas transportowania amunicji, został raniony w wyniku wybuchu granatu. Zmarł na drugi dzień po zdarzeniu. Jego ciało zostało pochowane w wojennym grobie przy Placu Narutowicza. Grób został odnaleziony podczas akcji ekshumacyjnej w kwietniu 1945 roku.
Jego powieści charakteryzują się wiernością faktom i wnikliwością. Zauważalne są w niej elementy behawioryzmu i ekspresjonizmu oraz niezwykle kontrastowe połączenia różnych stylów i środków literackich. W 1951 wszystkie jego utwory z wyjątkiem Miasta mojej matki i W cieniu zapomnianej olszyny zostały wycofane z polskich bibliotek oraz objęte cenzurą do czasów postalinowskiej odwilży .
Wśród literatów pokolenia międzywojennego szczególnie krytycznie i lekceważąco odnosił się do twórczości pisarza  Zbigniew Uniłowski (Wspólny pokój).

## Życie prywatne
Był wyznania ewangelicko–reformowanego. W małżeństwie z Romaną ze Szpaków (primo voto Lewińska, aktorka teatralna) (1882–1962) urodzili się synowie bliźniacy: Andrzej (1920–1943), podporucznik Armii Krajowej, zginął w akcji 3 czerwca 1943 w Warszawie; Paweł (1920–1944), porucznik AK, walczył w powstaniu warszawskim i poległ na Czerniakowie 15 września 1944 roku.
Juliusz Kazimierz Kaden-Bandrowski i jego synowie zostali pochowani na cmentarzu ewangelicko-reformowanym w Warszawie (kwatera 4-1-3).

## Ordery i odznaczenia
- Krzyż Komandorski Orderu Odrodzenia Polski (3 maja 1928)[17][18][19]
- Krzyż Niepodległości (13 kwietnia 1931)[20][21]
- Krzyż Walecznych (1922)[22]
- Złoty Krzyż Zasługi (dwukrotnie: 9 listopada 1932[23], 10 listopada 1938[24])
- Order Leopolda II (Belgia)

## Twórczość literacka
- 1911 – Niezguła (powieść), Zawody (zbiór nowel)
- 1913 – Proch
- 1914 – Zbytki (opowiadania)
- 1915 – Piłsudczycy, Bitwa pod Konarami (wspomnienia), Iskry (nowele)
- 1916 – Mogiły, Spotkanie
- 1919 – Łuk
- 1920 – Jesień (dramat)
- 1922 – Generał Barcz
- 1923 – Karty w tas (dramat), Wakacje moich dzieci (opowiadania)
- 1924 – Przymierze serc i inne nowele
- 1925 – Miasto mojej matki (opowiadania)
- 1926 – Europa zbiera siano (reportaże)
- 1926 – W cieniu zapomnianej olszyny (opowiadania)
- 1927 – Nad brzegiem wielkiej rzeki (opowiadania dla młodzieży)
- 1928 – Czarne skrzydła, cz. 1: Lenora (powieść)
- 1929 – Czarne skrzydła, cz. 2: Tadeusz) (powieść)
- 1932 – Aciaki z I A (opowiadania)
- 1933 – Mateusz Bigda
- 1939–1942 – Białe skrzydła (pierwodruk zachowanych fragmentów pt. Jedwabny węzeł w 1959)

## Upamiętnienie
22 lutego 1980 jednej z warszawskich ulic na terenie dzielnicy Bemowo zostało nadane imię Juliusza Kadena-Bandrowskiego.
Imieniem Juliusza Kadena-Bandrowskiego nazwano ulice w Krakowie i Dąbrowie Górniczej.